# Giro del Lussemburgo 1998
Il Giro del Lussemburgo 1998, sessantaduesima edizione della corsa, si svolse dall'11 al 14 giugno su un percorso di 726 km ripartiti in 5 tappe, con partenza a Pétange e arrivo a Diekirch. Fu vinto dallo statunitense Lance Armstrong della US Postal Service davanti all'olandese Erik Dekker e al tedesco Dirk Müller.

## Tappe
| Tappa  | Data      | Percorso                 | km  | Vincitore di tappa | Leader cl. generale |
| ------ | --------- | ------------------------ | --- | ------------------ | ------------------- |
| 1ª     | 11 giugno | Pétange > Diekirch       | 190 | Lance Armstrong    | Lance Armstrong     |
| 2ª     | 12 giugno | Wormeldange > Bertrange  | 174 | Jacky Durand       | Lance Armstrong     |
| 3ª     | 13 giugno | Dudelange > Beckerich    | 105 | Stuart O'Grady     | Lance Armstrong     |
| 4ª     | 13 giugno | Leudelange > Bettembourg | 78  | Erik Zabel         | Lauri Aus           |
| 5ª     | 14 giugno | Diekirch > Diekirch      | 179 | Frankie Andreu     | Lance Armstrong     |
| Totale | Totale    | Totale                   | 726 |                    |                     |

## Dettagli delle tappe

### 1ª tappa
- 11 giugno: Pétange > Diekirch – 190 km

| Pos. | Corridore          | Squadra   | Tempo    |
| ---- | ------------------ | --------- | -------- |
| 1    | Lance Armstrong    | US Postal | 4h33'09" |
| 2    | Lauri Aus          | Casino    | s.t.     |
| 3    | Olivier Perraudeau | Gan       | a 4'05"  |

| Pos. | Corridore          | Squadra   | Tempo    |
| ---- | ------------------ | --------- | -------- |
| 1    | Lance Armstrong    | US Postal | 4h33'09" |
| 2    | Lauri Aus          | Casino    | s.t.     |
| 3    | Olivier Perraudeau | Gan       | a 4'05"  |

### 2ª tappa
- 12 giugno: Wormeldange > Bertrange – 174 km

| Pos. | Corridore            | Squadra | Tempo    |
| ---- | -------------------- | ------- | -------- |
| 1    | Jacky Durand         | Casino  | 4h15'13" |
| 2    | Alessandro Bertolini | Cofidis | s.t.     |
| 3    | Jaan Kirsipuu        | Casino  | s.t.     |

| Pos. | Corridore       | Squadra   | Tempo    |
| ---- | --------------- | --------- | -------- |
| 1    | Lance Armstrong | US Postal | 8h48'22" |
| 2    | Lauri Aus       | Casino    | a 1"     |
| 3    | Jacky Durand    | Casino    | a 3'35"  |

### 3ª tappa
- 13 giugno: Dudelange > Beckerich – 105 km

| Pos. | Corridore      | Squadra | Tempo    |
| ---- | -------------- | ------- | -------- |
| 1    | Stuart O'Grady | Gan     | 2h06'09" |
| 2    | Alberto Elli   | Casino  | s.t.     |
| 3    | Jaan Kirsipuu  | Casino  | s.t.     |

| Pos. | Corridore       | Squadra   | Tempo     |
| ---- | --------------- | --------- | --------- |
| 1    | Lance Armstrong | US Postal | 10h54'31" |
| 2    | Lauri Aus       | Casino    | a 1"      |
| 3    | Jaan Kirsipuu   | Casino    | a 3'49"   |

### 4ª tappa
- 13 giugno: Leudelange > Bettembourg – 78 km

| Pos. | Corridore     | Squadra | Tempo    |
| ---- | ------------- | ------- | -------- |
| 1    | Erik Zabel    | Telekom | 1h58'53" |
| 2    | Jaan Kirsipuu | Casino  | s.t.     |
| 3    | Jo Planckaert | Lotto   | s.t.     |

| Pos. | Corridore       | Squadra   | Tempo     |
| ---- | --------------- | --------- | --------- |
| 1    | Lauri Aus       | Casino    | 12h53'19" |
| 2    | Lance Armstrong | US Postal | a 2"      |
| 3    | Jaan Kirsipuu   | Casino    | a 3'46"   |

### 5ª tappa
- 14 giugno: Diekirch > Diekirch – 179 km

| Pos. | Corridore          | Squadra   | Tempo    |
| ---- | ------------------ | --------- | -------- |
| 1    | Frankie Andreu     | US Postal | 4h19'49" |
| 2    | Christian Andersen | Home      | a 37"    |
| 3    | Torsten Schmidt    |           | s.t.     |

| Pos. | Corridore       | Squadra   | Tempo     |
| ---- | --------------- | --------- | --------- |
| 1    | Lance Armstrong | US Postal | 17h14'29" |
| 2    | Erik Dekker     | Rabobank  | a 3'06"   |
| 3    | Dirk Müller     | Telekom   | a 3'16"   |

## Classifiche finali

### Classifica generale
| Pos. | Corridore       | Squadra                   | Tempo     |
| ---- | --------------- | ------------------------- | --------- |
| 1    | Lance Armstrong | US Postal Service         | 17h14'29" |
| 2    | Erik Dekker     | Rabobank                  | a 3'06"   |
| 3    | Dirk Müller     | Team Deutsche Telekom-ARD | a 3'16"   |
| 4    | Stuart O'Grady  | Gan                       | a 3'51"   |
| 5    | Jo Planckaert   | Lotto-Mobistar            | a 4'10"   |
| 6    | Torsten Schmidt |                           | a 4'11"   |
| 7    | Alberto Elli    | Casino                    | a 4'12"   |
| 8    | Rolf Huser      | Post Swiss Team           | a 4'16"   |
| 9    | Tristan Hoffman | TVM-Farm Frites           | s.t.      |
| 10   | Marty Jemison   | US Postal Service         | a 5'02"   |